# بونتوس أبيرج
بونتوس أبيرج (بالسويدية: Pontus Åberg)‏ هو لاعب هوكي الجليد سويدي، ولد في 23 سبتمبر 1993 في ستوكهولم في السويد.

## وصلات خارجية
- بونتوس أبيرج على موقع دوري الهوكي الوطني (الإنجليزية)
- بونتوس أبيرج على موقع EliteProspects.com (الإنجليزية)
- بونتوس أبيرج على موقع Eurohockey.com (الإنجليزية)
- بونتوس أبيرج على موقع HockeyDB.com (الإنجليزية)
- بونتوس أبيرج على موقع Hockey-Reference.com (الإنجليزية)